# Упвидинге (община)
Община Упвидинге (на шведски: Uppvidinge kommun) е административна единица, разположена на територията на лен Крунубери, южна Швеция. Притежава обща площ 1233 km2 и население 9288 души (към 31 декември 2013). На север община Упвидинге граничи с община Ветланда от лен Йоншьопинг, на изток с общините Хьогсбю и Нюбру от лен Калмар, на юг с община Лесебу, а на запад с община Векшьо. Административен център на община Упвидинге е град Оседа.

## Население
Населението на община Упвидинге през последните няколко десетилетия е с тенденция към намаляване. Гъстотата на населението е 7,88 д/km2.
| Население на община Упвидинге в годините между 1970 и 2010 | Население на община Упвидинге в годините между 1970 и 2010 | Население на община Упвидинге в годините между 1970 и 2010 | Население на община Упвидинге в годините между 1970 и 2010 | Население на община Упвидинге в годините между 1970 и 2010 |
| ---------------------------------------------------------- | ---------------------------------------------------------- | ---------------------------------------------------------- | ---------------------------------------------------------- | ---------------------------------------------------------- |
| Година                                                     |                                                            |                                                            | Население                                                  |                                                            |
| 1970                                                       | 1970                                                       |                                                            | 11 943                                                     | 11 943                                                     |
| 1975                                                       | 1975                                                       |                                                            | 11 531                                                     | 11 531                                                     |
| 1980                                                       | 1980                                                       |                                                            | 11 040                                                     | 11 040                                                     |
| 1985                                                       | 1985                                                       |                                                            | 10 465                                                     | 10 465                                                     |
| 1990                                                       | 1990                                                       |                                                            | 10 613                                                     | 10 613                                                     |
| 1995                                                       | 1995                                                       |                                                            | 10 389                                                     | 10 389                                                     |
| 2000                                                       | 2000                                                       |                                                            | 9807                                                       | 9807                                                       |
| 2005                                                       | 2005                                                       |                                                            | 9466                                                       | 9466                                                       |
| 2010                                                       | 2010                                                       |                                                            | 9244                                                       | 9244                                                       |
| Източник: SCB - Преброяване по регион и време              |                                                            |                                                            |                                                            |                                                            |

## Селищни центрове в общината
Селищните центрове (на шведски: tätort) в община Упвидинге са 5 и към 31 декември 2010 година имат съответно население:
| # | Селищен център                              | Население към 31 декември 2010 |
| - | ------------------------------------------- | ------------------------------ |
| 1 | Оседа (Åseda)                               | 2430                           |
| 2 | Ленховда (Lenhovda)                         | 1744                           |
| 3 | Норхулт-Клаврестрьом (Norrhult-Klavreström) | 1215                           |
| 4 | Алстермо (Alstermo)                         | 829                            |
| 5 | Елгхулт (Älghult)                           | 446                            |

Административният център на община Упвидинге е удебелен.